# 勝果寺塔
勝果寺塔是一座位於中國河南省焦作市修武縣的佛塔。是一座始建於唐代、北宋紹聖年間重修的九級樓閣式磚塔。該塔高約27米，平面呈八角形，塔身逐層收斂。2006年5月25日，勝果寺塔被中華人民共和國國務院公布為第六批全國重點文物保護單位。

## 名稱
取「因果殊勝」之義。

## 歷史
勝果寺始建於唐代，北宋紹聖年間重修，並於紹聖四年（1097年）二月完工，曾是當地一所名剎，香火鼎盛，清代時仍規模宏大，被稱為「南大寺」。後寺院逐漸衰敗，現存的主殿及側房為20世紀90年代重建。

## 建築
塔身用青灰條磚順砌而成，磚與磚之間以白灰漿粘合。塔檐下採用斗拱型裝飾，塔身每層高度自下而上均勻遞減，面闊逐層收斂。塔內中空可攀登。塔剎為鐵質，剎座下部鑄有仰蓮、八卦圖案及行龍、飛鳳、日、月、花卉等裝飾。第二個寶珠上鑄有「知修武縣事文林郎……萬曆四十五年（1617年）四月初十日造」銘文。
勝果寺塔的塔身呈八角形，塔心室為六角形，梯道不僅設於塔內，還沿塔身外壁進出相鄰的塔門。這種結構在中原地區的宋塔中較為罕見，為研究宋代磚塔的建築結構提供了重要資料。